# Борисов (місто)
Борисов (біл. Бары́саў, Barysaŭ) — місто, центр Борисовського району Мінської області Білорусі. Населення — 143 051 мешканець (2018). Стародавнє місто, відоме вже у XII столітті.

## Географія
У місті річка Сха впадає у річку Березину.

## Історія
У білорусько-литовських літописах місто Борисов згадується під 1102 роком. «У 1102 році князь Борис Всеславіч ходив на ятвяг, і перемігши їх і повернувшись, поставил місто в своє ім'я…» Як свідчить білоруська і литовська історіографія, виник на місці злиття річок Схи і Березіни місто, назване ім'ям полоцького князя Бориса Всеславовича. Проте, перша згадка про місто в Лаврентіївському літописі відноситися лише до 1127 року, а в Іпатьївському до 1128, як фортеці Полоцького князівства. Перше поселення згоріло в результаті сильної пожежі, про що свідчать археологічні розкопки. Нове місто виникло південніше, там, де в Березіну впадає її притока Сха. На цьому місці в XII столітті була побудована дерев'яна фортеця.
Завдяки географічному положенню вже до середини XIII століття Борисов входить до числа відомих торговельно-ремісничих центрів. У кінці XIII століття Борисов увійшов до складу Великого Князівства Литовського. З 1569 року, після підписання Люблінської унії, Борисов аж до XVIII століття знаходився в межах польсько-білоруської держави — Речі Посполитої.
Численні війни неодноразово розоряли і спустошували Борисов. На початку XV століття міжусобна боротьба князів Ягайла, Сигізмунда (Жигимонта) Кейстутовича і Свидригайла майже повністю зруйнувала місто.
У 1555 р. Миколай Кшиштоф Радзивілл «Чорний» для зміцнення обороноздатності, за дорученням короля Сігізмунда ІІ Авґуста, наказав почати зводити дерев'яний замок у місті.
1642 року за сприяння старости Адама Казановського було збудовано дерев'яний замок в місті. Під час московсько-польської війни 1654–1667 років його кілька разів займали то московити, то поляки. Серйозно постраждав у роки Північної війни 1700–1721 років.
До складу Російської Імперії разом з Мінськом і білоруськими землями Борисов увійшов після другого розділу Речі Посполитої в 1793 року. Він став містом повіту, що багато зазнало від загарбників іноземців, битих, проте, саме тут, немов за традицією, ще з часів шведського короля Карла XII.
22 січня 1796 роки був затверджений герб міста (закон № 17435). У верхній частині щита — герб Мінський. У нижній — герб, даний Польським Королем Станіславом Августом: дві військові башти з воротами, між ними поставленими в срібному полі, а над ними видно Святий Апостол Петро, що стоїть на хмарі, який в правій руці тримає ключі від міста. Герб символізував стійкість, неприступність і відкриту дорогу для добросусідства і торгівлі.
Франко-російська війна 1812 року залишила глибокий слід в історії міста. 1812 року загарбникам так і не вдалося підпорядкувати собі місцеве населення, а Березинська переправа біля міста Борисов, за свідченням істориків, стала найпохмурішою сторінкою історії Наполеонівських воєн. «Богатства Москви не перейшли Березини: за них було заплачено втечею, соромом і життям», — писав генерал Олексій Петрович Єрмолов.
Пам'ятники в селі Студенка і на Брильовському полі розповідають про події майже 180-річної давності. У самому Борисові збереглися залишки артилерійської батареї російських військ, побудовані на правому березі Березини напередодні навали Наполеону. Батареї — перший історичний пам'ятник в Борисові, взятий в 1926 під охорону держави. У 1985 році тут встановлений пам'ятний знак. За 15 км. На північ від міста в селі Студенка була остаточно розгромлена наполеонівська армія. На честь цієї перемоги російської армії в 1967 році встановлений пам'ятник.
У листопаді 1917 року в Борисові встановлена Радянська влада. З 1918 місто окуповане німецькими, а в 1919—1920 роках — польськими військами. З 1924 року Борисов — центр району.
На початку липня 1941 в районі Борисова проходили запеклі бої між 1-ю Московською дивізією РСЧА і танковими частинами вермахту. У період з 2 липня 1941 по 1 липня 1944 німецькою окупаційною владою в місті було створено 6 таборів смерті, у яких загинули понад 33 тисячі людей. З 1 вересня 1941 до 3 липня 1944 місто перебувало у складі Білорутенії та мало статус одного з її окружних центрів.
У боях за визволення Борисова в 1944 відзначилися війська Третього білоруського фронту, 13 військових частин і з'єднань удостоєно почесного найменування «Борисовських». На землі Борисова 29 осіб стали Героями Радянського Союзу. На прапорі міста — орден Вітчизняної воїни.
Після визволення від німецько-нацистських загарбників Борисов швидко розвивався і зростало його населення.

## Населення
- 1959 — 59,3 тис. мешканців
- 1970 — 84 тис. мешканців
- 1997 — 154,3 тис. мешканців
- 2009 — 150,0 тис. мешканців.

## Економіка
Сучасний Борисов — значний центр деревообробної промисловості: фанерно-сірниковий та деревообробний комбінати, фабрика піаніно, лісохімічний завод. Підприємства скляної (високоякісний посуд), металообробної та харчової (макаронна фабрика, м'ясокомбінат) промисловості.

## Транспорт
Транспортний вузол, залізнична, автобусна (на автомагістралі Москва — Мінськ) станції, пристань на р. Березині.

## Освіта
Медичне та педагогічне училища.

## Уродженці
- Вержбицька Ганна Казимирівна (1915—2000) — Герой Соціалістичної Праці.
- Белявин Евель Самуїлович (1920—1972) — радянський льотчик-бомбардувальник, Герой Радянського Союзу.
- Хасін Геннадій Борисович (* 1935) — радянський футболіст, нападник.
- Віролайнен Любов Іванівна (* 1941) — радянська і російська актриса театру і кіно.
- Островський Юрій Петрович (* 1952) — білоруський кардіохірург.
- Брава Олена (* 1966) — білоруська письменниця.

## Галерея

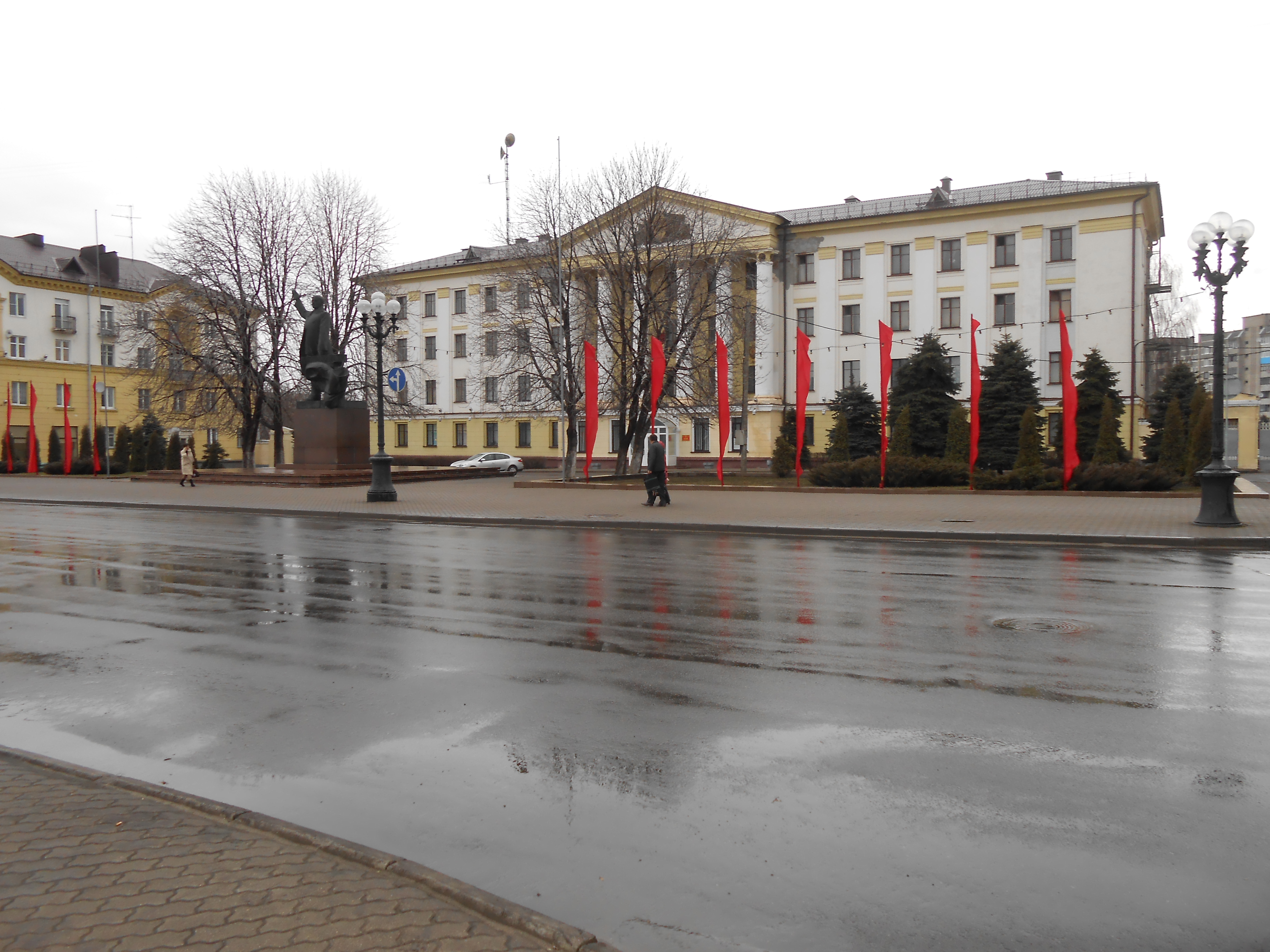
Будівля міської ради (ратуша)
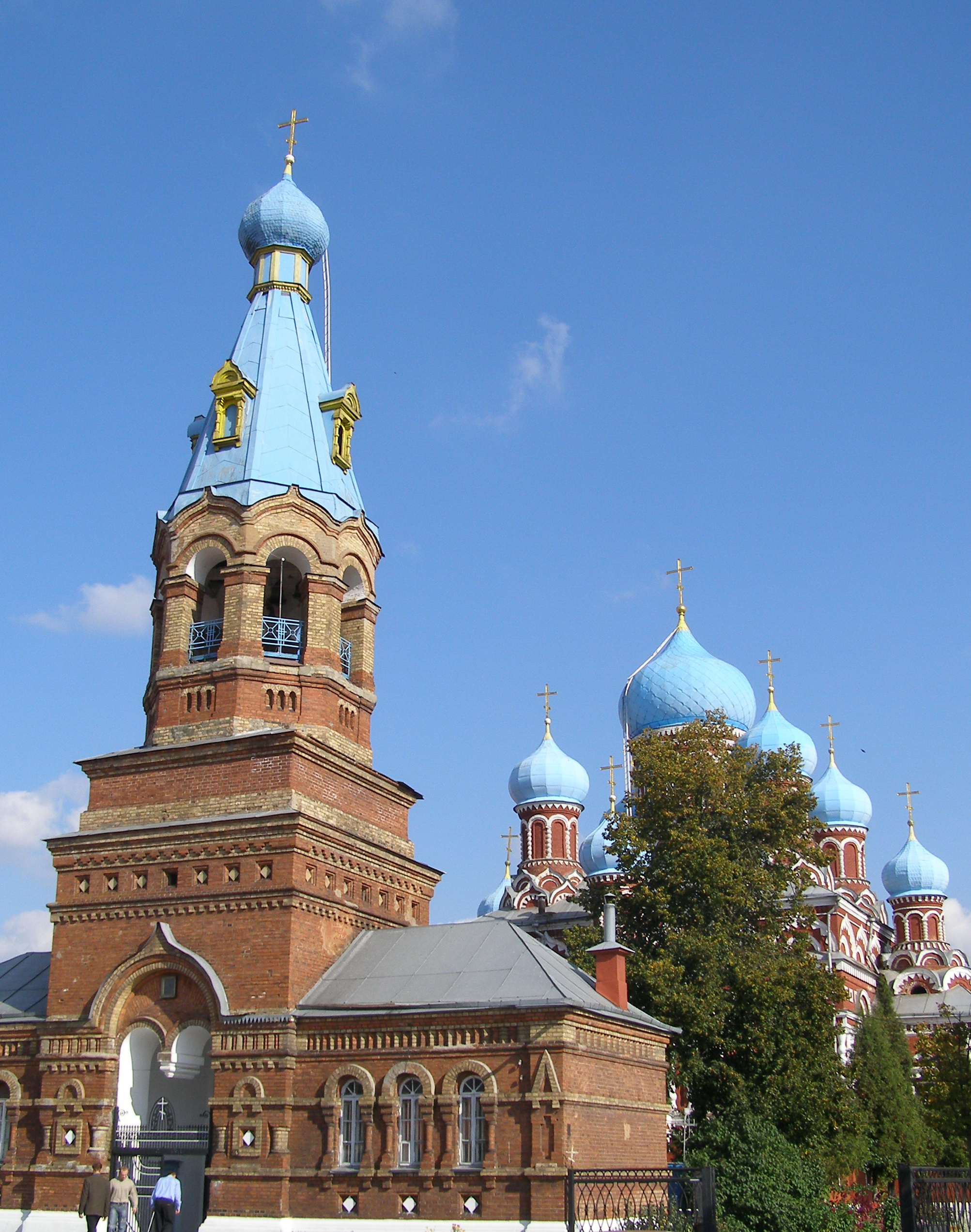
Дзвіниця Воскресенського Собору
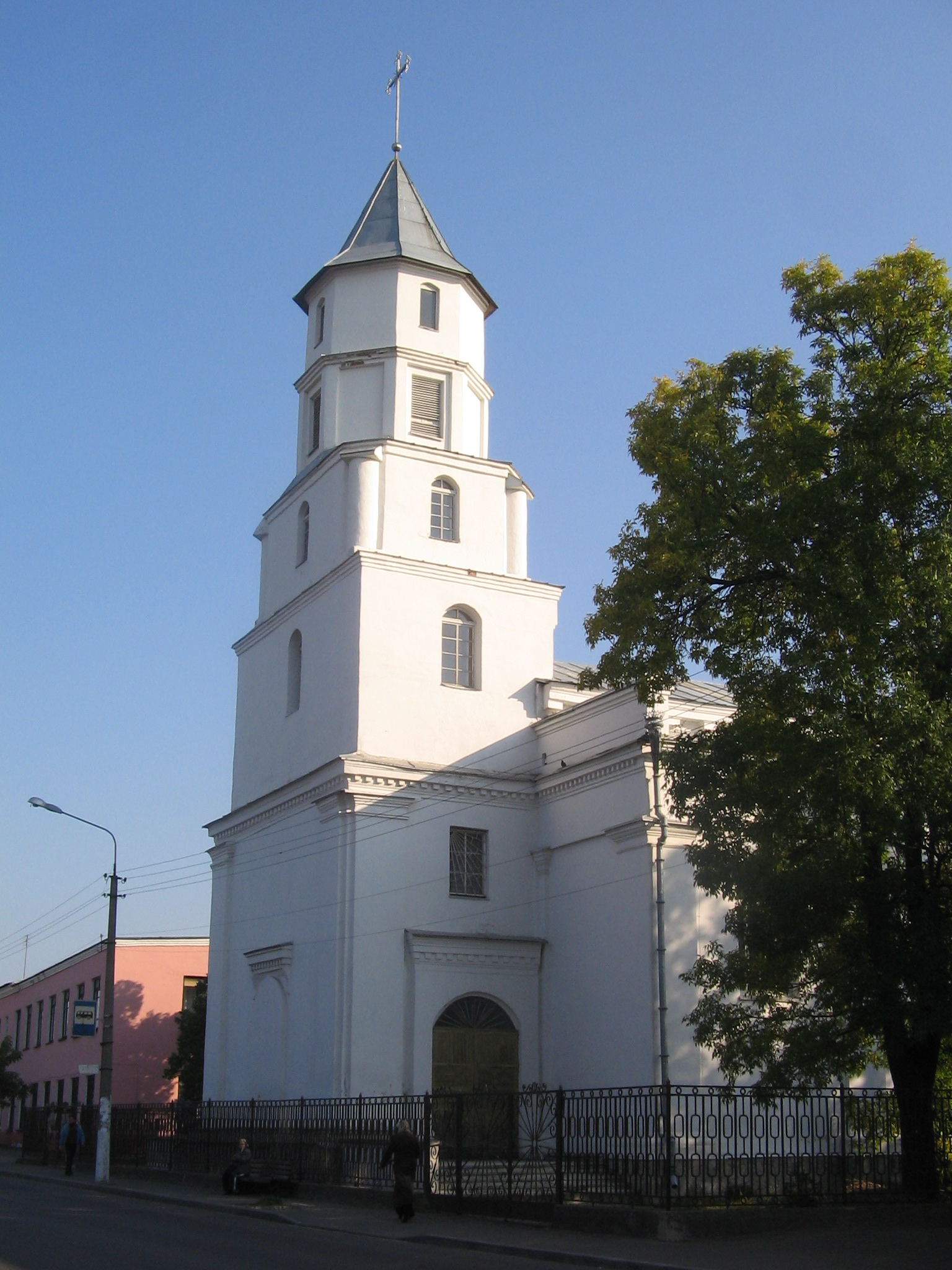
Костел Різдва Діви Марії
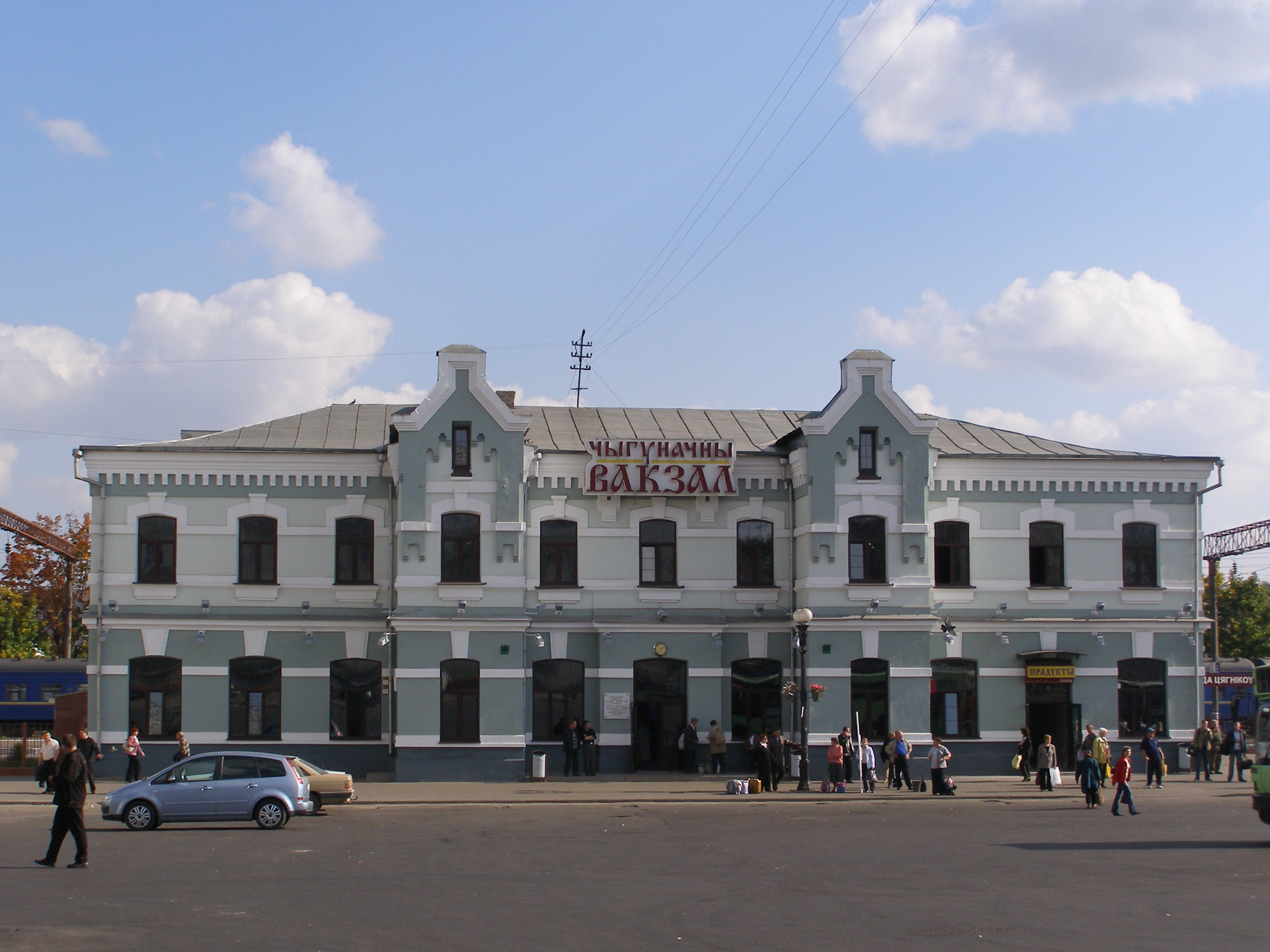
Залізничний вокзал
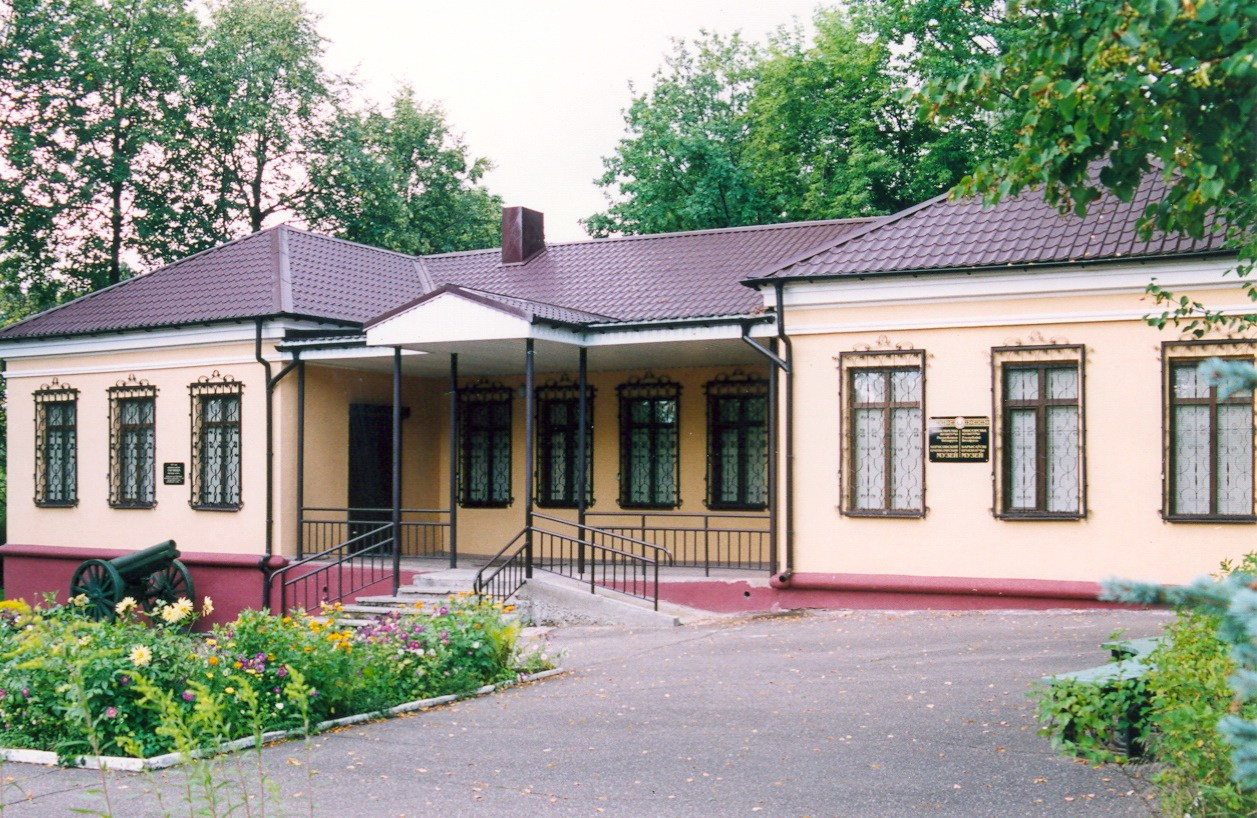
Краєзнавчий музей